# HS2
HS2(High Speed Two・High Speed 2)はイギリスで計画されている高速鉄道路線である。英国政府により設立された High Speed Two Ltd. により本事業が行われる。当路線は第一期工事においてロンドンのユーストン駅とバーミンガムを結び、CTRL(High Speed One・High Speed 1)と接続しイギリス西北部とヨーロッパ大陸を高速鉄道で結ぶルートとして計画された。2020年に着工され2023年現在も第一期工事が継続中であるが、2023年10月までにバーミンガムより北側の第二期工事については計画がすべて中止された。

## 当初の計画概要
構造物は設計速度400km/hとなり、開業当初列車は360km/hでの営業運転が計画されている。車両限界は英仏海峡トンネルと同じGC規格であり、大型の客車を運行できるようになっている。第一期区間の建設は2017年から始まり、2025年までに終え、2026年に営業開始する予定である。2023年現在、ロンドンからバーミンガム（ミッドランド西部）までの区間で建設工事が開始されている。

### ロンドン
ロンドン側のターミナル駅はユーストン駅となる予定である。現在のユーストン駅は南・西方向へと拡張して、24のプラットフォームを持つ在来線および高速新線の駅として生まれ変わる。ユーストン駅の北側にはHS1への連絡線も設けられるほか、ユーストン駅とセントパンクラス駅間にはピープルムーバも整備される計画である。HS2開業にあわせて地下鉄のユーストン・スクエア駅も再整備される。さらにユーストン駅の整備が完了するまでの代替としてオールド・オーク・コモン駅（クロスレールと接続）が建設されている。
2023年10月、イギリス政府は充分な民間資金の供給がない場合、ロンドン側はオールド・オーク・コモン駅が終着駅となり、ユーストン駅まで延伸することはないと発表した。

### バーミンガム
バーミンガム側のターミナルはバーミンガム・カーゾン・ストリート駅が設置される予定である。この駅はムーアストリート駅に隣接しており、415mの有効長を持つ6つのプラットフォームを持ち、各方面への列車が発着する。また、ニューストリート駅へはピープルムーバが整備され、2分で乗り換え可能となる。設計者は北京南駅を設計したテリー・ファレルとなる予定である。駅の建設をきっかけに、Birmingham City University が新キャンパスの建設計画を発表するなど、再開発の機運が高まっている。また、本線上にはBirmingham International railway stationに隣接してBirmingham International Junction が計画されており、ロンドンからバーミンガム空港まで40分でアクセス可能になる。

## 歴史
2007年7月3日にイギリス政府は、オンライン版の何紙かの新聞に次の30年間の戦略レポートを著した。そのレポートでは高速鉄道の計画が示され、イギリスではHS2は必要であるかもしれないと必要性を強調しながらも、しかし路線の建設費を捻出するには至らないとして予算不足をにじませた。2012年1月に第一期線の建設計画が、2013年1月に第二期線の計画が承認され、第一期線は2017年の着工を目指すこととなった。
2015年時点で総工費は557億ポンドと見積もられていたが、土地買収や環境、安全対応などでコストが嵩み、2019年9月にHS2が公表した報告書では880億ポンドに膨らむ見通しが示されていた。イギリス政府より委嘱を受けた独立調査委員会は2020年2月11日、さらに15～20％上回る見通しという報告書を公表した。しかしインフラ強化を重要政策に掲げるボリス・ジョンソン首相は同日、下院議会において計画の続行を表明した。ロンドン＝バーミンガム間を結ぶ第一期区間は着工されたが、第二期区間のうちイースト・ミッドランズ・パークウェイ＝リーズ間の区間については2021年に中止された。2023年10月4日、リシ・スナク首相が残る第二期区間のバーミンガム＝マンチェスター間と、バーミンガム＝イースト・ミッドランズ・パークウェイ間についても建設を中止し、これによって確保する360億ポンドを主にイギリス北部の交通網整備に振り分けると発表した。